# Montagedruck
Der Montage- oder Materialdruck gehört zu den  Hochdruckverfahren. Draht, Blechstücke, Metallnetze, Steine, Kordeln, Nägel werden auf die Druckplatte montiert, genietet oder gelötet und danach auf zumeist besonders weiches Papier abgedruckt. 
Beim direkten Druck bilden die Materialien (eingefärbt oder uneingefärbt) den Druckstock. Beim indirekten Druck wird eine Walze über das Objekt geführt (dabei ist entweder die Walze stark eingefärbt und der Gegenstand uneingefärbt oder umgekehrt) und dann auf Papier abgedruckt. Gelegentlich wird wie bei Jean Dubuffet das Ergebnis auf Stein umgedruckt und nach Weiterarbeit auf dem Stein abgezogen.